# Aaron Tveit

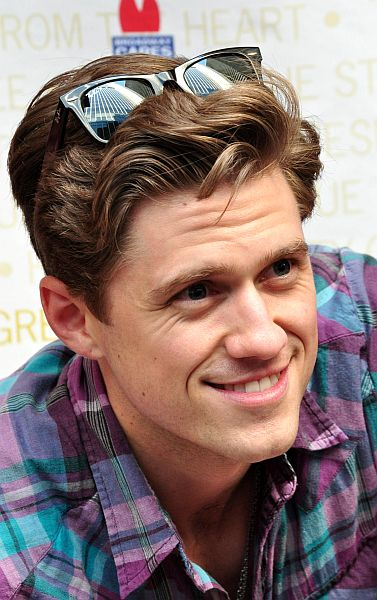
Aaron Tveit (2011)

Aaron Kyle Tveit (/təˈveɪt/; * 21. Oktober 1983 in Middletown, New York) ist ein US-amerikanischer Theater- und Filmschauspieler. Bekannt wurde er durch die Rolle des Gabe Goodman im Musical Next to Normal, sowie die Rolle des Frank Abagnale Jr. in der Bühnenadaption von Catch Me If You Can, die er beide in den jeweiligen Uraufführungen am Broadway verkörperte. Durch seine Rollen als Enjolras in Tom Hoopers Film Les Misérables aus dem Jahr 2012 und seiner wiederkehrenden Rolle als Tripp van der Bilt in Gossip Girl wurde Tveit auch weltweit einem breiteren Publikum bekannt. Des Weiteren verkörperte er Mike Warren in der Serie Graceland, Gareth Ritter in Braindead und Danny Zuko in der vom Fernsehsender Fox live übertragenen Version des Musicalklassikers Grease unter dem Titel Grease Live.

## Leben und Karriere
Aaron Tveit wurde als Sohn von Stanley und Posie Tveit in Middletown, New York geboren. Sein um vier Jahre jüngerer Bruder Jon ist katholischer Priester in Yonkers, New York. Der Nachname „Tveit“ kommt aus dem Norwegischen. 2001 beendete er seine Schulzeit an der Middletown High School, dort war er in zahlreichen Sportarten (Basketball, Fußball, Golf) aktiv, spielte gleichzeitig aber auch verschiedene Rollen in den Theaterproduktionen seiner Schule, so unter anderem Tony in West Side Story. Zur Vorbereitung auf diese Rolle nahm er zudem erstmals Gesangsunterricht, außerdem spielte er in seiner Kindheit Horn und Violine.
Nach seiner Schulzeit lehnte er Stipendien mehrerer business schools ab, um am Ithaca College zunächst klassischen Gesang zu studieren, nach einem Jahr wechselte er jedoch zum Musicaltheater, da er nach eigener Aussage Theater und Schauspielern vermisste.
In seinem zweiten Jahr verließ Tveit das College, um in der landesweiten Tourproduktion von Rent Steve, sowie die Zweitbesetzung von Roger und Mark zu spielen. Im Anschluss wurde er als Link Larkin in der ersten Tourproduktion des Musicals Hairspray gecastet. Diese Rolle bescherte ihm 2006 auch sein Debüt am Broadway. Im Juli des folgenden Jahres spielte er Matt in Calvin Berger der Barrington Stage Company. Von August bis September 2007 verkörperte er dann die Rolle des D’Artagnan in der Musicaladaption von Dumases Die drei Musketiere am North Shore Music Theatre. Unmittelbar im Anschluss begann er die Arbeit an seinem Filmdebüt Wen die Geister lieben, der 2008 weltweit in die Kinos kam. Seither folgten eine Reihe weiterer Filmprojekte, zwischen deren Drehzeiten Tveit regelmäßig auf die Bühne zurückkehrt.
Acht Jahre nach seinem Abgang kehrte er noch einmal zu seinem Studium am Ithaca College zurück und holte 2012 seinen Abschluss nach.
Tveit legt großen Wert auf die Wahrung seiner Privatsphäre, aus der Vergangenheit ist lediglich eine zeitweilige Beziehung zu Musical-Schauspielkollegin Jacqui Polk von 2005 bis 2007 bekannt. In den Proben zu Moulin Rouge! lernte er Ericka Hunter kennen, die im Ensemble der Show spielt, und ist seit 2018 in einer Beziehung mit ihr.

## Theater
| Jahr        | Stück                | Rolle                  | Inszenierungen (Ensembles) |
| ----------- | -------------------- | ---------------------- | --- |
| 2003        | Footloose            | Garvin                 | Merry-Go-Round Playhouse 2003 |
| 2004        | Rent                 | Steve, u/s Roger, Mark | US-Tournee (Januar – Dezember 2004) |
| 2005–2008   | Hairspray            | Link Larkin            | US-Tournee (August 2005 – Juli 2006); Neil Simon Theatre (18. Juli 2006 bis 18. Januar 2007 & 1. April – 4. Mai 2008)                                   |
| 2007        | Calvin Berger        | Matt                   | Barrington Stage Company (3.–14. Juli 2007) |
| 2007        | The Three Musketeers | D’Artagnan             | North Shore Music Theatre (21. August – 9. September 2007)                                                                                              |
| 2008        | Saved!               | Dean                   | Playwrights Horizons (10. Mai – 22. Juni 2008) |
| 2008–2010   | Next to Normal       | Gabe Goodman           | Second Stage Theatre (16. Januar – 16. März 2008); Arena Stage (21. November 2008 bis 18. Januar 2009) Booth Theatre (27. März 2009 bis 3. Januar 2010) |
| 2008–2009   | Wicked               | Fiyero                 | Gershwin Theatre (24. Juni – 9. November 2008 & 20. Januar – 9. März 2009)                                                                              |
| 2009        | Catch Me If You Can  | Frank Abagnale, Jr.    | 5th Avenue Theatre (28. Juli – 16. August 2009) |
| 2010        | Rent                 | Roger Davis            | Hollywood Bowl: August 6–8, 2010 |
| 2011        | Catch Me If You Can  | Frank Abagnale, Jr.    | Neil Simon Theatre (11. März – 4. September 2011) |
| 2014–2015   | Assassins            | John Wilkes Booth      | Menier Chocolate Factory (21. November 2014 bis 8. Februar 2015)                                                                                        |
| 2017        | Company              | Robert                 | Barrington Stage Company (10. August – 10. September 2017)                                                                                              |
| 2018, 2019– | Moulin Rouge!        | Christian              | Emerson Colonial Theatre (10. Juli – 19. August 2018); Al Hirschfeld Theatre (28. Juni 2019 –)                                                          |

## Filmografie (Auswahl)
- 2008: Wen die Geister lieben (Ghost Town)
- 2009–2012: Gossip Girl (Fernsehserie, 10 Folgen)
- 2010: Howl – Das Geheul (Howl)
- 2010: Ugly Betty (Fernsehserie, Folgen 4.16)
- 2010–2011: Law & Order: Special Victims Unit (Fernsehserie, 2 Folgen)
- 2011: Girl Walks Into a Bar
- 2011: Body of Proof (Fernsehserie, Folge 2.05)
- 2011: Good Wife (The Good Wife, Fernsehserie, Folge 3.07)
- 2012: Premium Rush
- 2012: Les Misérables
- 2013: A Dream of Flying (Kurzfilm)
- 2013–2015: Graceland (Fernsehserie, 38 Folgen)
- 2015: Big Sky
- 2015: Stereotypically You
- 2016: Better Off Single
- 2016: Grease Live! (Fernsehfilm)
- 2016: BrainDead (Fernsehserie, alle 13 Folgen)
- 2016: Undrafted
- 2017: Created Equal
- 2017–2021: The Good Fight (Fernsehserie, 3 Folgen)
- 2018: Out of Blue
- 2019: The Code (Fernsehserie, 5 Folgen)
- 2021: Schmigadoon! (Fernsehserie)
- 2024: Leben ohne Ende (Fernsehserie)

## Auszeichnungen
- Clarence Derwent Awards für seine Rolle als Gabriel Goodman in Next to Normal (2009)
- Tony Award als bester Hauptdarsteller für seine Rolle als Christian in Moulin Rouge!  (2021)